# Cessières-Suzy
Cessières-Suzy est une commune française située dans le département de l'Aisne, en région Hauts-de-France.
La commune nouvelle est née le 1er janvier 2019 de la fusion des communes de Cessières et Suzy. Son chef-lieu est fixé à Cessières.

## Géographie

### Localisation
Le territoire municipal de Cessières-Suzy s'étend sur 2 021 hectares. Les niveaux d'altitude de la commune nouvelle fluctuent entre 67 et 207 mètres.
La commune nouvelle regroupera les communes de Cessières et Suzy, qui deviendront des communes déléguées, le 1er janvier 2019. Son chef-lieu se situera à Cessières. Elle intègre également la communauté d'agglomération du Pays de Laon car les deux communes sont membres de deux intercommunalités différentes. Cessières fait déjà partie de la communauté d'agglomération du Pays de Laon tandis que Suzy est membre de la communauté de communes Picardie des Châteaux.
Le chef-lieu de la commune nouvelle, Cessières, se situe au centre du département de l'Aisne.

### Hydrographie
La commune est située dans le bassin Seine-Normandie. Elle est drainée par le ruisseau du Sart Labbe, Marais de Montbavin, le cours d'eau 01 de la commune de Cessières, le cours d'eau 01 de la commune de Suzy, le cours d'eau 02 de la commune de Cessières, le fossé 02 de la commune de Suzy et le fossé 03 de la commune de Suzy,,.
Le ruisseau du Sart Labbe, d'une longueur de 14 km, prend sa source dans la commune de Crépy et se jette  dans l'Ardon à Chivy-lès-Étouvelles, après avoir traversé huit communes.

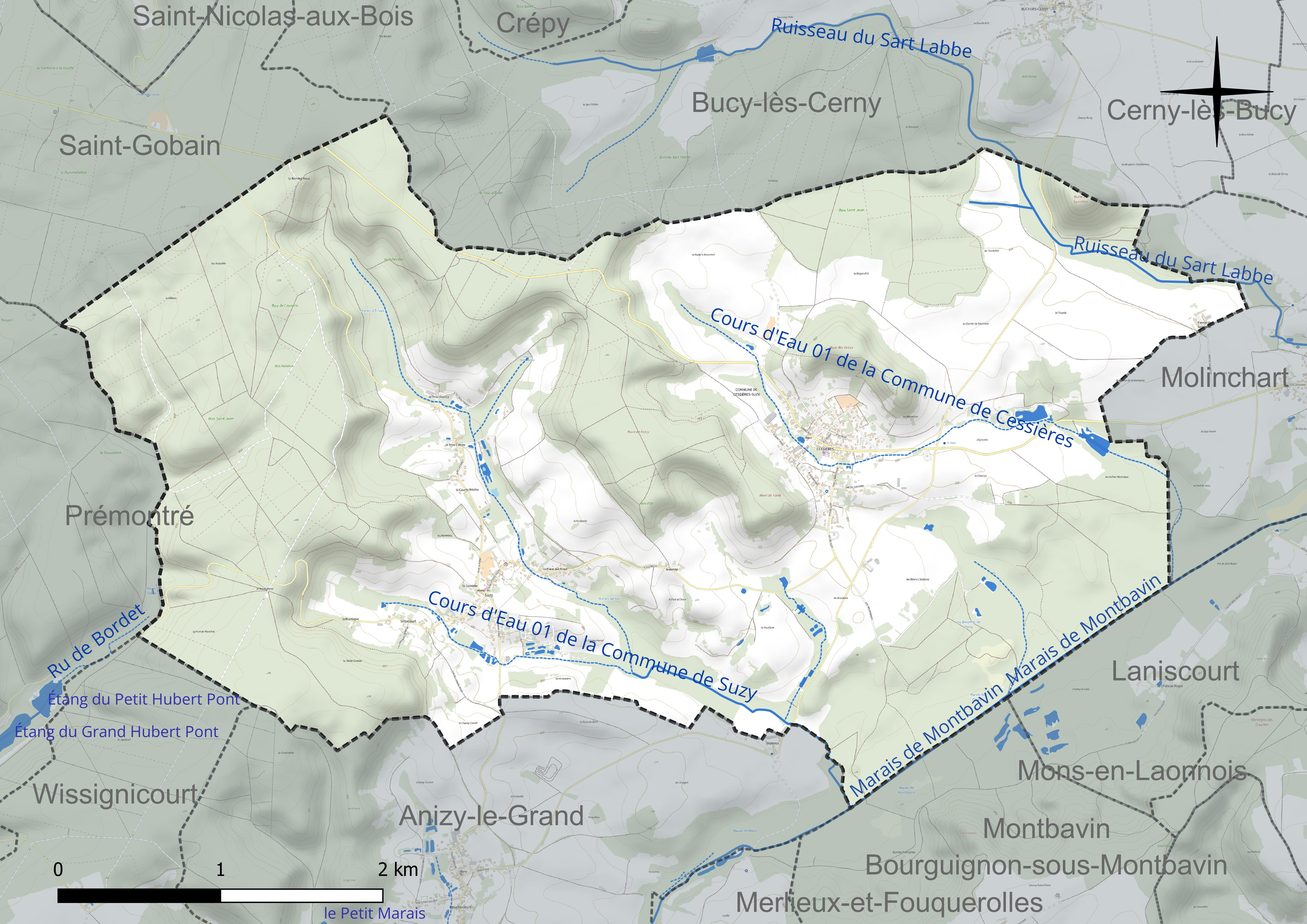
Réseau hydrographique de Cessières-Suzy.

### Climat
Pour des articles plus généraux, voir Climat des Hauts-de-France et Climat de l'Aisne.
En 2010, le climat de la commune est de type climat océanique dégradé des plaines du Centre et du Nord, selon une étude du CNRS s'appuyant sur une série de données couvrant la période 1971-2000. En 2020, Météo-France publie une typologie des climats de la France métropolitaine dans laquelle la commune est exposée à un climat océanique altéré et est dans la région climatique Nord-est du bassin Parisien, caractérisée par un ensoleillement médiocre, une pluviométrie moyenne régulièrement répartie au cours de l'année et un hiver froid (3 °C).
Pour la période 1971-2000, la température annuelle moyenne est de 10,2 °C, avec  une amplitude thermique annuelle de 14,8 °C. Le cumul annuel moyen de précipitations est de 770 mm, avec 12,9 jours de précipitations en janvier et 8,8 jours en juillet. Pour la période 1991-2020 la température moyenne annuelle observée sur la station météorologique la plus proche, située sur la commune d'Aulnois-sous-Laon à 10 km à vol d'oiseau, est de 11,0 °C et le cumul annuel moyen de précipitations est de 685,6 mm,. Pour l'avenir, les paramètres climatiques de la commune estimés pour 2050 selon différents scénarios d'émission de gaz à effet de serre sont consultables sur un site dédié publié par Météo-France en novembre 2022.

## Urbanisme

### Typologie
Au 1er janvier 2024, Cessières-Suzy est catégorisée commune rurale à habitat dispersé, selon la nouvelle grille communale de densité à 7 niveaux définie par l'Insee en 2022.
Elle est située hors unité urbaine. Par ailleurs la commune fait partie de l'aire d'attraction de Laon, dont elle est une commune de la couronne,. Cette aire, qui regroupe 106 communes, est catégorisée dans les aires de 50 000 à moins de 200 000 habitants,.

## Toponymie
Cessières est attesté sous les formes Cessiriis (580) ; Cesserie (1125) ; Cessarie (XIIe siècle) ; Cesseres (1239) ; Cessièrez (1389) ; Cessièrres (1417) ; Cessière (1440) ; Sessières (1497) ; Cessiers (1504).

Du latin cerasus « cerisier » et du suffixe -aria au pluriel : « cerisaies ».

Les petites cerises des bois sont appelées « cesses » dans la région, et l'arbre qui les produit est le « cessier ». Le mot est attesté dans la toponymie régionale (la vallée du Cessier, Le Cessier-de-Ciry à Retheuil, Le Cessier-de-Vauberon à Soucy).
Suzy est attesté sous les formes Susicum (1136) ; Suisi (1204) ; Suesiacum (1211) ; Territorium de Suisi (1230) ; Suisiacum (1239) ; parrochia de Sancto-Remigio de Suisyaco (1246) ; Suysiacum (1271) ; Suizi (XIIIe siècle) ; Suizy, Suissi (1326) ; Suisy (1333) ; Susi (1387) ; Suisi-en-Laonnois (1476) ; Suysy (1489) ; Suzi (1488) ; Susy (1493) ; Sousy (1497).

Suzy est un mot français provenant du latin sabucus signifiant sureau.

## Histoire
La commune est créée au 1er janvier 2019 par un arrêté préfectoral du 11 décembre 2018.

## Politique et administration

### Découpage territorial
La commune de Cessières-Suzy est membre de la communauté d'agglomération du Pays de Laon, un établissement public de coopération intercommunale (EPCI) à fiscalité propre créé le 1er janvier 2014 dont le siège est à Aulnois-sous-Laon. Ce dernier est par ailleurs membre d'autres groupements intercommunaux.
Sur le plan administratif, elle est rattachée à l'arrondissement de Laon, au département de l'Aisne et à la région Hauts-de-France. Sur le plan électoral, elle dépend du  canton de Laon-1 pour l'élection des conseillers départementaux, depuis le redécoupage cantonal de 2014 entré en vigueur en 2015, et de la première circonscription de l'Aisne  pour les élections législatives, depuis le dernier découpage électoral de 2010.

### Administration municipale

#### Liste des maires
| Période      | Période                   | Identité          | Étiquette | Qualité                                     |
| ------------ | ------------------------- | ----------------- | --------- | ------------------------------------------- |
| janvier 2019 | En cours (au 25 mai 2020) | Pierre Bertheloot | DVD       | Contremaître Réélu pour le mandat 2020-2026 |

### Communes déléguées
| Nom               | Code Insee | Intercommunalité         | Superficie (km2) | Population (dernière pop. légale) | Densité (hab./km2) |
| ----------------- | ---------- | ------------------------ | ---------------- | --------------------------------- | ------------------ |
| Cessières (siège) | 02153      | CA du Pays de Laon       | 10,35            | 481 (2022)                        | 46                 |
| Suzy              | 02733      | CC Picardie des Châteaux | 9,86             | 311 (2021)                        | 32                 |

## Démographie
L'évolution du nombre d'habitants est connue à travers les recensements de la population effectués dans la commune depuis sa création.

En 2022, la commune comptait 796 habitants, en évolution de +4,19 % par rapport à 2016 (Aisne : −1,97 %, France hors Mayotte : +2,11 %).
| 2015 | 2020 | 2022 |
| ---- | ---- | ---- |
| 764  | 775  | 796  |

## Culture locale et patrimoine
- Église Saint-Sulpice-et-Saint-Antoine de Cessières.
- Église Saint-Rémi de Suzy.

## Pour approfondir